# Favorite (rappeur)
Pour les articles homonymes, voir Favorite.
Favorite, de son vrai nom Christoph Alex (né le 18 février 1986 à Essen, en Rhénanie-du-Nord-Westphalie), est un rappeur allemand.

## Biographie

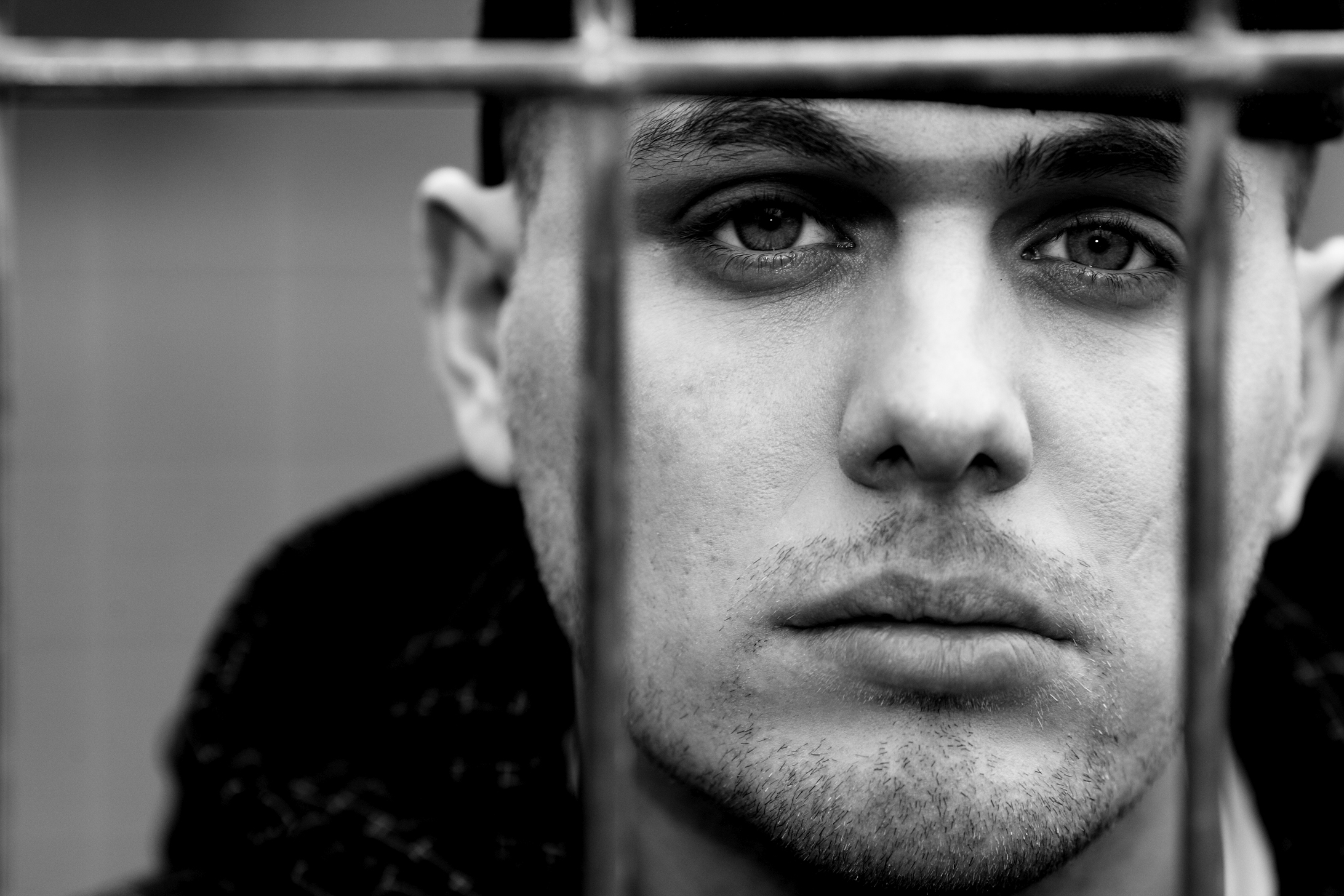
Favorite en 2008.

À l'âge de douze ans, il perd ses parents dans un accident, est d'abord recueilli par son oncle et sa tante puis placé dans des familles d'accueil. La mort de ses parents est un thème récurrent de ses chansons. À 15 ans, il commence à écrire des textes puis à faire du rap. En 2004, Slick One, un fondateur du label Selfmade Records, le repère et lui fait signer un contrat. Son premier album, Rappen kann tödlich sein, fait en collaboration avec Jason, son ami d'enfance, sort en 2005.
En 2007, il sort son premier album solo, Harlekin. Il est en grande partie produit par Rizbo et comprend des duos avec Kollegah, Jason et Slick One. Son deuxième album, Anarcho, paraît en mai 2008. Le clip d'Anarcho Rap fait participer Kollegah, Nico de K.I.Z., Kool Savas et Hollywood Hank. Shiml est aussi annoncé pour un duo sur l'album. Le 6 décembre 2008, il publie mixtape en commun Schläge für Hip Hop avec Hollywood Hank, au label Selfmade-Records.
En début mai 2011, il publie son troisième album, Christoph Alex,,, qui atteint la quatrième place des ventes en Allemagne, la 34e place en Autriche et la 72e en Suisse,,. En 2012, il publie la suite de son premier album Rappen kann tödlich sein, intitulée Rappen kann tödlich sein 2.
En décembre 2014 sort le single Selfmade Legenden (feat. Kollegah) précédant l'album Neues von Gott publié en janvier 2015.
En juin 2018, Favorite et Selfmade Records mettent fin à leur collaboration. Au début de l'année 2019, Favorite annonce la création de son propre label (BuyOrDie-Records). C'est par le biais de ce label que lui et le rappeur Raf45 publieraient à l'avenir leur musique. Durant cette période, l'entourage du rappeur s'était publiquement inquiété à plusieurs reprises de la consommation excessive d'alcool et de drogues et de l'état de santé de Favorite qui en résultait. Le 7 juin 2020, l'artiste annonce qu'il mettait provisoirement fin à sa carrière après que le succès commercial de son propre label n'ait pas été à la hauteur des attentes initiales.

## Discographie

### Albums studio
- 2007 : Harlekin
- 2008 : Anarcho
- 2011 : Christoph Alex
- 2015 : Neues von Gott
- 2017 : Alternative für Deutschland

### Singles
- 2008 : Ich vermiss Euch
- 2011 : Blind feat. Sahin
- 2014 : Europas wichtigster Mann
- 2014 : Selfmade Legenden feat. Kollegah

### Chansons libres
- 2007 : Dein Haus brennt
- 2008 : Aktive Sterbehilfe (diss song contre Taichi)
- 2008 : Organraub Pt. 2 (feat. Hollywood Hank)
- 2009 : Koma Remix (feat. Blaze, Haftbefehl, Jonesmann et Vega)
- 2010 : Ich hab Geld
- 2010 : Doppelanal (feat. Jason)
- 2010 : Sterbenswort
- 2011 : Gewinnertypen
- 2012 : Leider Geil (avec Jason et 4tune)
- 2014 : Rohe Weihnachten